# Campylobacter
Campylobacter (betyder "snoede bakterier") er en slægt af bakterier, der er gram-negative, spiralformede og microaerophile. Campylobacter jejuni er nu anset som en af de vigtigste årsager til bakteriel fødevarebåren sygdom i mange udviklede lande. Mindst en halv snes arter af Campylobacter har været impliceret i human sygdom, med C. jejuni og C. coli de mest almindelige.
Campylobacteriose er en infektion med campylobacter. De fælles smitteveje er fækal-oral, indtagelse af forurenet mad eller vand, og det at spise råt kød. Det producerer en inflammatorisk, til tider blodig, diarré, paradontose eller dysenteri syndrom, primært herunder kramper, feber og smerter. Infektionen er normalt selvbegrænsende. Brugen af antibiotika er kontroversiel. Symptomer varer typisk 5-7 dage.
De fleste stammer af C jejuni producerer et toksin, som hindrer celler i at dele sig og svækker immunsystemet. Dette hjælper bakterierne med at omgå immunsystemet og overleve i en begrænset periode i cellerne. Man troede tidligere, at en kolera-lignende enterotoksin også blev produceret, men dette synes ikke at være tilfældet. Organismen producerer diffuse, blodig, ødematøse, og væskende enteritis. I et mindre antal tilfælde kan infektionen være forbundet med hæmolytisk uræmisk syndrom og trombotisktrombocytopenisk purpura gennem en dårligt forstået mekanisme.
Diagnose af sygdommen er lavet ved at teste et eksemplar af fæces (afføring).
Symptomer på campylobacter-infektioner er beskrevet i 1886 hos spædbørn af Theodor Escherich. Disse infektioner blev navngivet kolera infantum, eller sommerklage. Slægten blev første gang opdaget i 1963, dog var organismen ikke var isoleret indtil 1972.

## Arter
- C. coli
- C. concisus
- C. curvus
- C. foster
- C. gracilis
- C. helveticus
- C. hominis
- C. hyointestinalis
- C. insulaenigrae
- C. jejuni
- C. lanienae
- C. lari
- C. mucosalis
- C. rectus
- C. showae
- C. sputorum
- C. upsaliensis